# Copa Sudamericana 2012
De Copa Sudamericana 2012  is de  11e editie van dit voetbalbekertoernooi voor clubteams dat door de CONMEBOL wordt georganiseerd. Het toernooi zal beginnen op   25 juli 2012 en eindigden op 12 december 2012 met de tweede finalewedstrijd. De winnaar plaatst  zich voor de Recopa Sudamericana en de Copa Libertadores 2013.
Dit is het derde seizoen dat alle landen een extra deelnemer hebben behalve Argentinië en Brazilië. Boca Juniors en River Plate worden niet langer uitgenodigd zonder plaatsing.
Het voetbalteam van Universidad de Chile is de titelhouder.

## Programma
Alle data zijn op een woensdag, maar de wedstrijden kunnen ook een dag eerder (dinsdag) of een dag later (donderdag) worden gespeeld.
| Ronde         | 1e wedstrijd                                 | 2e wedstrijd                                 |
| ------------- | -------------------------------------------- | -------------------------------------------- |
| 1e ronde      | 25 juli 1 augustus                           | 8, 15, 22 augustus                           |
| 2e ronde      | 1, 15, 22, 29 augustus 5, 12, 19 september   | 1, 15, 22, 29 augustus 5, 12, 19 september   |
| Laatste 16    | 26 september , 3 oktober 23,24 en 25 oktober | 26 september , 3 oktober 23,24 en 25 oktober |
| Kwartfinales  | 31 oktober                                   | 7 november                                   |
| Halve finales | 21 november                                  | 28 november                                  |
| Finale        | 5 december                                   | 12 december                                  |

## Loting
De loting werd gehouden op 29 juni 2012 op het CONMEBOL's Convention Center in Luque, Paraguay.

## Eerste ronde
De eerste ronde zal beginnen op 24 juli en eindigen op 21 augustus. Team 1 speelt in de 2e wedstrijd thuis.
| Teams                  | Teams  | Teams             | Uitslagen    | Uitslagen    | Tie-breakers | Tie-breakers | Tie-breakers |
| Team 1                 | Punten | Team 2            | 1e wedstrijd | 2e wedstrijd | DS           | UD           | Penalty's    |
| ---------------------- | ------ | ----------------- | ------------ | ------------ | ------------ | ------------ | ------------ |
| Olimpia                | 4-1    | Danubio           | 0-0          | 2-1          | —            | —            | —            |
| Nacional               | 3-3    | Iquique           | 0-2          | 4-0          | +2:−2        | —            | —            |
| Universidad Católica   | 4-1    | Blooming          | 1-1          | 3-0          | —            | —            | —            |
| Oriente Petrolero      | 3-3    | Guaraní           | 1-0          | 1-2          | 0:0          | 1:2          | —            |
| Universitario          | 0-6    | Liverpool         | 0-3          | 1-2          | —            | —            | —            |
| Cerro Largo            | 1-4    | Aurora            | 1-2          | 0-0          | —            | —            | —            |
| Cobreloa               | 4-1    | Tacuary           | 1-0          | 2-2          | —            | —            | —            |
| Cerro Porteño          | 4-1    | O'Higgins         | 3-3          | 4-0          | —            | —            | —            |
| Millonarios            | 4-1    | Inti Gas          | 0-0          | 2-1          | —            | —            | —            |
| Universidad San Martín | 1-4    | Emelec            | 0-1          | 1-1          | —            | —            | —            |
| Mineros de Guayana     | 6-0    | La Equidad        | 1-0          | 2-1          | —            | —            | —            |
| Barcelona              | 4-1    | Deportivo Táchira | 0-0          | 5-1          | —            | —            | —            |
| Deportivo Lara         | 1-4    | Deportes Tolima   | 1-3          | 0-0          | —            | —            | —            |
| León de Huánuco        | 0-6    | Deportivo Quito   | 0-1          | 2-3          | —            | —            | —            |
| Envigado               | 4-1    | Unión Comercio    | 0-0          | 2-0          | —            | —            | —            |
| LDU Loja               | 6-0    | Monagas           | 2-0          | 4-2          | —            | —            | —            |

## Tweede ronde
De tweede ronde zal beginnen op 31 juli. Team 1 speelt in de 2e wedstrijd thuis.
| Teams           | Teams  | Teams                | Uitslagen    | Uitslagen    | Tie-breakers | Tie-breakers  | Tie-breakers |
| Team 1          | Punten | Team 2               | 1e wedstrijd | 2e wedstrijd | Doelsaldo    | Uitdoelpunten | Penalty's    |
| --------------- | ------ | -------------------- | ------------ | ------------ | ------------ | ------------- | ------------ |
| Millonarios     | 4:1    | Guaraní              | 4-2          | 1-1          | —            | —             | —            |
| São Paulo       | 6:0    | Bahia                | 2-0          | 2-0          | —            | —             | —            |
| Liverpool       | 4:1    | Envigado             | 1-1          | 1-0          | —            | —             | —            |
| Tigre           | 6:0    | Argentinos Juniors   | 2-1          | 4-1          | —            | —             | —            |
| Cerro Porteño   | 4:1    | Mineros              | 2-2          | 4-0          | —            | —             | —            |
| Figueirense     | 2:2    | Atlético Goianiense  | 1-1          | 1-1          | 0:0          | 1:1           | 2–4          |
| Emelec          | 4:1    | Olimpia              | 1-0          | 0-0          | —            | —             | —            |
| Coritiba        | 3:3    | Grêmio               | 0-1          | 3-2          | 0:0          | 0:2           | —            |
| Barcelona       | 4:1    | Cobreloa             | 0-0          | 4-3          | —            | —             | —            |
| Deportes Tolima | 3:3    | Universidad Católica | 0-2          | 3-1          | 0:0          | 0:1           | —            |
| Racing          | 0:6    | Colón                | 1-3          | 1-2          | —            | —             | —            |
| Aurora          | 0:6    | Deportivo Quito      | 1-2          | 1-3          | —            | —             | —            |
| Independiente   | 2-2    | Boca Juniors         | 3-3          | 0-0          | 0:0          | 3:0           | —            |
| Nacional        | 3-3    | LDU Loja             | 1-0          | 1-2          | 0:0          | 1:2           | —            |
| Botafogo        | 3-3    | Palmeiras            | 0-2          | 3-1          | 0:0          | 0:1           | —            |

## Laatste 16
Team 1 speelt in de 2e wedstrijd thuis.
| Teams               | Teams  | Teams                | Uitslagen    | Uitslagen    | Tie-breakers | Tie-breakers  | Tie-breakers |
| Team 1              | Punten | Team 2               | 1e wedstrijd | 2e wedstrijd | Doelsaldo    | Uitdoelpunten | Penalty's    |
| ------------------- | ------ | -------------------- | ------------ | ------------ | ------------ | ------------- | ------------ |
| Millonarios         | 3-3    | Palmeiras            | 1–3          | 3–0          | +1:−1        | —             | —            |
| São Paulo           | 2-2    | LDU Loja             | 1-1          | 0-0          | 0:0          | 1:0           | —            |
| Liverpool           | 0-6    | Independiente        | 1-2          | 1-2          | —            | —             | —            |
| Tigre               | 3-3    | Deportivo Quito      | 0-2          | 4-0          | +2:−2        | —             | —            |
| Cerro Porteño       | 6-0    | Colón                | 2-1          | 2-1          | —            | —             | —            |
| Atlético Goianiense | 3-3    | Universidad Católica | 0-2          | 3-1          | 0-0          | 0-1           | —            |
| Emelec              | 1-4    | Universidad de Chile | 2-2          | 0-1          | —            | —             | —            |
| Grêmio              | 6-0    | Barcelona            | 1-0          | 2-1          | —            | —             | —            |

## Kwartfinales
| Teams                | Teams  | Teams                | Uitslagen    | Uitslagen    | Tie-breakers | Tie-breakers  | Tie-breakers |
| Team 1               | Punten | Team 2               | 1e wedstrijd | 2e wedstrijd | Doelsaldo    | Uitdoelpunten | Penalty's    |
| -------------------- | ------ | -------------------- | ------------ | ------------ | ------------ | ------------- | ------------ |
| Millonarios          | 3-3    | Grêmio               | 0-1          | 3-1          | +1:−1        | —             | —            |
| São Paulo            | 6-0    | Universidad de Chile | 2-0          | 5-0          | —            | —             | —            |
| Universidad Católica | 4-1    | Independiente        | 2-2          | 2-1          | —            | —             | —            |
| Tigre                | 3-:3   | Cerro Porteño        | 0-1          | 4-2          | +1:−1        | —             | —            |

## Halve finales
| Teams       | Teams  | Teams                | Uitslagen    | Uitslagen    | Tie-breakers | Tie-breakers  | Tie-breakers |
| Team 1      | Punten | Team 2               | 1e wedstrijd | 2e wedstrijd | Doelsaldo    | Uitdoelpunten | Penalty's    |
| ----------- | ------ | -------------------- | ------------ | ------------ | ------------ | ------------- | ------------ |
| Millonarios | 2-2    | Tigre                | 0-0          | 1-1          | 0-0          | 0-1           | —            |
| São Paulo   | 2-2    | Universidad Católica | 1-1          | 0-0          | 0-0          | 1-0           | —            |

## Finale
|                        |         |       |           |                                                                                       |
| 5 december 20:50 UTC−3 | Tigre   | 0 – 0 | São Paulo | Estadio La Bombonera, Buenos Aires Toeschouwers: 19.000 Scheidsrechter: Antonio Arias |
| 5 december 20:50 UTC−3 | Verslag |       |           | Estadio La Bombonera, Buenos Aires Toeschouwers: 19.000 Scheidsrechter: Antonio Arias |

|                         |                             |         |       |                                                                                  |
| 12 december 21:50 UTC−2 | São Paulo                   | 2 – 0   | Tigre | Estádio do Morumbi, São Paulo Toeschouwers: 66.500 Scheidsrechter: Enrique Osses |
| 12 december 21:50 UTC−2 | Lucas Moura 22' Osvaldo 28' | Verslag |       | Estádio do Morumbi, São Paulo Toeschouwers: 66.500 Scheidsrechter: Enrique Osses |

## Statistieken

### Scheidsrechters
| Naam              | Geboren    | Land   | Duels | Kreeg geel | Kreeg voor de tweede keer geel en dus rood | Weggestuurd |
| ----------------- | ---------- | ------ | ----- | ---------- | ------------------------------------------ | ----------- |
| Patricio Loustau  | 15.04.1975 | ARG    | 5     | 28         | 1                                          | 0           |
| Sandro Ricci      | 28.09.1970 | BRA    | 5     | 26         | 2                                          | 3           |
| Julio Bascuñán    | 11.06.1978 | CHI    | 4     | 22         | 0                                          | 0           |
| José Buitrago     | 05.11.1970 | COL    | 4     | 17         | 0                                          | 1           |
| Enrique Cáceres   | 20.03.1974 | PAR    | 4     | 18         | 0                                          | 0           |
| Julio Quintana    | 00.00.1978 | PAR    | 4     | 22         | 1                                          | 0           |
| Martín Vázquez    | 14.01.1969 | URU    | 4     | 23         | 2                                          | 2           |
| Georges Buckley   | 23.04.1974 | PER    | 3     | 10         | 1                                          | 1           |
| Víctor Carrillo   | 30.10.1975 | PER    | 3     | 14         | 1                                          | 2           |
| Néstor Pitana     | 17.06.1975 | ARG    | 3     | 15         | 2                                          | 0           |
| Patricio Polic    | 00.00.1972 | CHI    | 3     | 13         | 0                                          | 0           |
| Omar Ponce        | 25.01.1977 | ECU    | 3     | 10         | 0                                          | 0           |
| Juan Soto         | 14.10.1977 | VEN    | 3     | 22         | 1                                          | 0           |
| Carlos Vera       | 25.06.1976 | ECU    | 3     | 13         | 1                                          | 0           |
| Leandro Vuaden    | 29.06.1975 | BRA    | 3     | 16         | 0                                          | 0           |
| Antonio Arias     | 07.09.1972 | PAR    | 2     | 12         | 0                                          | 2           |
| Marcelo de Lima   | 26.08.1971 | BRA    | 2     | 7          | 0                                          | 0           |
| Diego Lara        | 25.01.1979 | ECU    | 2     | 8          | 0                                          | 0           |
| Saul Laverni      | 21.01.1970 | ARG    | 2     | 10         | 0                                          | 0           |
| Heber Lopes       | 13.07.1972 | BRA    | 2     | 7          | 0                                          | 0           |
| Pablo Lunati      | 05.06.1967 | ARG    | 2     | 7          | 0                                          | 0           |
| Ricardo Marques   | 18.06.1979 | BRA    | 2     | 6          | 0                                          | 0           |
| Raúl Orosco       | 25.03.1979 | BOL    | 2     | 14         | 0                                          | 1           |
| Líber Prudente    | 07.09.1971 | URU    | 2     | 10         | 0                                          | 0           |
| Darío Ubriaco     | 08.02.1972 | URU    | 2     | 10         | 0                                          | 2           |
| Adrián Vélez      | 00.00.1976 | COL    | 2     | 9          | 1                                          | 1           |
| Diego Abal        | 28.12.1971 | ARG    | 1     | 2          | 0                                          | 1           |
| Carlos Amarilla   | 26.10.1970 | PAR    | 1     | 3          | 0                                          | 0           |
| Péricles Cortez   | 03.07.1975 | BRA    | 1     | 3          | 0                                          | 0           |
| Paulo de Oliveira | 16.12.1973 | BRA    | 1     | 2          | 2                                          | 0           |
| Germán Delfino    | 04.05.1978 | ARG    | 1     | 7          | 0                                          | 0           |
| Marlon Escalante  | 19.02.1974 | VEN    | 1     | 5          | 0                                          | 0           |
| Daniel Fedorczuk  | 02.05.1976 | URU    | 1     | 6          | 0                                          | 0           |
| Henry Gambetta    | 23.02.1974 | PER    | 1     | 0          | 0                                          | 0           |
| José Henrique     |            | BRA    | 1     | 3          | 0                                          | 0           |
| Imer Machado      | 26.03.1973 | COL    | 1     | 4          | 0                                          | 0           |
| Óscar Maldonado   | 13.04.1972 | BOL    | 1     | 5          | 0                                          | 0           |
| Ulises Mereles    | 00.00.1984 | PAR    | 1     | 2          | 0                                          | 0           |
| Enrique Osses     | 26.05.1974 | CHI    | 1     | 7          | 0                                          | 1           |
| Sergio Pezzotta   | 28.11.1967 | ARG    | 1     | 5          | 0                                          | 1           |
| Víctor Rivera     | 11.01.1967 | PER    | 1     | 7          | 0                                          | 0           |
| Wilson Seneme     | 28.09.1970 | BRA    | 1     | 6          | 0                                          | 1           |
| Totaal            | Totaal     | Totaal | 92    | 436        | 15                                         | 19          |